# Judeia (província romana)
Judeia (em latim: Iudaea) foi uma província do Império Romano que se estabeleceu no território do Oriente Médio habitado e governado anteriormente pelos judeus.

## Antecedentes

Judeia no século I

O Reino Selêucida da Síria, ao impor a helenização forçada dos judeus, provocou uma violenta reação armada por parte das facções mais conservadoras da sociedade.
Em 142 a.C., a Judeia recuperou a independência sob a dinastia dos Asmoneus (ver Macabeus). Durante o século I, começou a manifestar-se de forma crescente o intervencionismo de Roma a pretexto de estabilizar politicamente a região.
Em 63 a.C., o general Pompeu conquistou a Judeia a civilização romana aos judeus e anexou o território ao domínio romano. Entre 63 a.C. e 6 d.C., foi um principado vassalo de Roma.
Em 40 a.C., Herodes, genro de Hircano II, foi nomeado "rei da Judeia" pelos cônsules Otaviano e Marco António. Foi-lhe concedida autonomia quase ilimitada nos assuntos internos do país. A Judeia foi então invadida pelos partas, porém Herodes obteve ajuda das legiões romanas que expulsaram os invasores.
Herodes tornou-se rei efetivamente em 37 a.C., com a conquista da cidade de Jerusalém. Grande admirador da cultura greco-romana (ver Período helenístico), o rei Herodes lançou um audacioso programa de construções, que incluía as cidades de Cesareia e Sebástia e as fortalezas em Heródio e Massada. Ele também reformou o Templo, transformando-o num dos mais magníficos edifícios da época. Após a morte de Herodes, o território foi dividido em três principados entre os seus filhos: Arquelau, Herodes Antipas e Filipe.
Sobre a tributação dos romanos, calçada no rendimento dos camponeses. A punição por não entregar ou piquetes contra a recolha dos impostos era severa, algumas repressões geravam mortes , A resistência contra os imposto ocorreu de várias maneiras, desde emboscada a caravanas do governo da região, resistência passiva de ficarem na frente das casas, até a não colheita em suas terras.
A partir de 6 d.C., tornou-se uma província romana sob jurisdição parcial do governador da Síria. A administração do território foi entregue a governadores romanos da ordem equestre, chamados de prefeitos. Mais tarde, foram também chamados de procuradores. Arquelau foi chamado a Roma e partiu para o exílio.
À proporção que aumentava a opressão romana sobre os judeus, crescia a insatisfação, que se manifestava por revoltas esporádicas, até que rompeu uma revolta total, em 66 d.C. As legiões romanas, lideradas pelo general Tito, superiores em número e armamento, conquistaram a Judeia e arrasaram a cidade de Jerusalém e seu templo, em  70 d.C., e posteriormente, tomaram a última fortaleza judaica - Massada, em  73 d.C.
Um último breve período de soberania judaica na era antiga foi o que se seguiu à revolta de Simão Barcoquebas, em  132 d.C., quando Jerusalém e a Judeia foram reconquistadas. Três anos depois, o imperador Adriano decidiu  rebaptizar a Judeia de Palestina e a Jerusalém foi dado o nome de Élia Capitolina. Grande parte da população foi então massacrada e os sobreviventes tiveram que emigrar, no início da dispersão pelo mundo ou diáspora.
Ao adoptar o cristianismo como religião oficial do império, Roma dispensou especial proteção ao território que a partir de então começou a ser considerado como a "Terra Santa". A cidade de Jerusalém voltou a florescer e transformou-se em importante centro de peregrinação, ao qual afluíam habitantes de todas as regiões do império. Construíram-se basílicas notáveis e a cidade foi embelezada pelos imperadores bizantinos, sob cuja jurisdição ficou a Palestina após a divisão do império, no ano de  395 d.C.. Em  611 d.C., registrou-se a invasão dos sassânidas, que ao fim de 3 anos, conquistam Jerusalém e destruíram todas as igrejas da cidade. Em  628 d.C., o imperador bizantino Heráclio recuperou a Terra Santa.

## Geografia política
Quando foi conquistada por Pompeu, as terras dos judeus não se tornaram, imediatamente, uma unidade administrativa do Império Romano, guardando uma certa autonomia, ainda que governada por monarcas politicamente subordinados a Roma, um dos quais foi Herodes, que reinou de  37 a.C. a  4 d.C.
Após a sua morte, a Judeia passou a designar os domínios do etnarca Herodes Arquelau, que abrangiam a Judeia propriamente dita (a Judá, dos tempos davídicos), a Samaria e a Idumeia. Com a deposição de Arquelau, tornou-se a província romana da Judeia, governada por prefeitos (praefectus) nomeados pelo imperador romano, e vinculada à província da Síria.
Nos tempos de Herodes Agripa I, ocorreu a reunificação, e o Reino da Judeia voltou a ser o conjunto de territórios da época de Herodes.
Após a grande revolta de 68-70, desapareceu qualquer resquício de autonomia, passando todos esses territórios a constituirem a província romana da Judeia, desvinculada da província da Síria, e administrada por procuradores imperiais.

## Eventos posteriores
Por último, após a revolta de 132-135, seu nome foi trocado para Síria Palestina. Passados dois séculos e meio, em 395 d.C., o Império Romano foi dividido pelo imperador Teodósio em duas partes: Ocidental e Oriental. No ano  637 d.C., a Judeia sofreu invasões dos árabes sarracenos comandados pelo califa Omar que conquistaram toda a Palestina bizantina e passaram a controlá-la durante séculos.